# Torpedospora ambispinosa
Torpedospora ambispinosa är en svampart som beskrevs av Kohlm. 1960. Torpedospora ambispinosa ingår i släktet Torpedospora, klassen Sordariomycetes, divisionen sporsäcksvampar och riket svampar.   Inga underarter finns listade i Catalogue of Life.